# Universidad Nacional del Este
La Universidad Nacional del Este (UNE) es una universidad pública paraguaya, con sede en Ciudad del Este, la capital altoparanaense. Fue fundada el 22 de octubre de 1993 por la Ley N° 250, siendo actualmente una de las mayores universidades del Paraguay, la cual emergió como una nueva universidad pública en el país, asentándose en la zona de las Tres Fronteras. Esta institución se formó sobre la base de las cuatro filiales de la UNA que existían en el Departamento: la Facultad de Ciencias Agrarias, la Facultad de Ciencias Económicas, la Facultad de Filosofía y la Facultad Politécnica. Posteriormente fueron creadas las demás unidades académicas; la Facultad de Derecho y Ciencias Sociales, la Facultad de Ciencias de la Salud, la Escuela Superior de Bellas Artes y la Escuela de Posgrado.
La UNE es un ente autónomo, y como tal, no depende de ningún organismo estatal, pero como toda institución de educación superior en el Paraguay, está sometida al control del CONES y a la evaluación de calidad de la ANEAES. Asimismo, esta  se rige por la Ley de Educación Superior; Ley General de Educación; la Ley de Creación de la Universidad Nacional del Este y por su Estatuto.
Actualmente, la UNE tiene como misión la formación de calidad en docencia; investigación para la innovación y el desarrollo sostenible, la extensión con responsabilidad social en un entorno multicultural e intercultural, preservando la identidad nacional.
El Consejo Superior Universitario de la UNE posee un Reglamento de Sesiones, y para el tratamiento y análisis de los temas que llegan a su instancia, tiene constituido las Comisiones Asesoras Permanentes que dictaminan en cada caso: Comisión de Asuntos Legales y Reglamentarios, Comisión de Asuntos Académicos, Comisión de Asuntos Administrativos y Financieros, Comisión de Asuntos Estudiantiles y Comisión de Asuntos Honoríficos. El Compendio del Reglamento General de la UNE, aprobado y elaborado por el Consejo, está compuesto por disposiciones que rigen la vida institucional de la Universidad.
Ocupa el puesto 6 en el Ranking de Universidades Paraguayas, el puesto 939 en el Ranking de Universidades latinoamericanas, el puesto 3.504 en el Ranking de Universidades Americanas y el puesto 10.414 en el Ranking Mundial de Universidades.

## Directivos
La universidad cuenta con directivos distribuidos en los mandos de Rectorado y Consejo Superior Universitario.

## Facultades, escuelas y carreras

### Facultad de Filosofía
La Facultad de Filosofía (FAFI UNE), fue en sus inicios una filial de la Universidad Nacional de Asunción. En aquel entonces funcionaba en el Centro Regional de Educación de Ciudad Presidente Stroessner (ahora Ciudad del Este), cuando un grupo de profesores y alumnos se reunieron con la Dra. Guillermina Núñez de Báez para la creación de la Escuela Superior de Ciencias de la Educación.
La facultad comenzó a operar oficialmente el 8 de junio de 1985 con 60 alumnos, de los cuales egresaron 29 profesionales. Los gastos de la nueva institución con rango universitario fueron solventados por la municipalidad y la Delegación de Gobierno de Alto Paraná (ahora Gobernación). En 1986 el Lic. Genaro Bogado Román asumió la dirección de la casa de estudios. En 1989 se creó la carrera de Psicología y en 1990 la de Ciencias de la Comunicación. En 1989 egresaron los primeros 29 profesionales de la carrera de Ciencias de la Educación.
Cuando se creó la Universidad Nacional del Este, todas las carreras mencionadas pasaron a formar parte de la Facultad de Filosofía de dicha institución, con el Lic. Genaro Bogado Román como encargado interino del decanato.
La Agencia Nacional de Evaluación y Acreditación de la Educación Superior (ANEAES) acreditó la carrera de Ciencias de la Educación, siendo la primera de la institución en poseerla. La carrera de Ciencias de la Educación Inclusiva fue también habilitada. La unidad académica tiene habilitado Postgrados en 13 Especializaciones y 2 Maestrías. Igualmente hay cursos de Habilitación Pedagógica y capacitaciones con renombrados profesionales a nivel nacional e internacional.
Las carreras que la Facultad de Filosofía ofrece son las siguientes:
- Ciencias de la Educación
- Psicología
- Ciencias de la Comunicación
- Letras
- Matemática
- Historia
- Filosofía

### Facultad de Ciencias Económicas
La Facultad de Ciencias Económicas (FCEUNE) inició el 23 de junio de 1978 como Instituto de Administración y Contabilidad, el cual dependía orgánicamente de la Facultad de Ciencias Económicas, Administrativas y Contables de la Universidad Nacional de Asunción. Del otrora plan y tras cuatro años de estudios se obtenía el título de Perito en Administración y Contabilidad.
Tras la creación de la Universidad Nacional del Este, esta entidad en calidad de filial, pasa a formar parte de la novel universidad, y de acuerdo a su carta orgánica, se convierte en Facultad de Ciencias Económicas. Ante la creciente demanda, amplía paulatinamente su cobertura con la habilitación de más secciones y la apertura de filiales en los respectivos municipios: filial de Salto del Guairá (ahora convertido en la Universidad Nacional del Canindeyú); sede Santa Rita; sede Juan Leon Mallorquín, con las carreras de Contabilidad y Administración; y sus sedes de Itakyry y Minga Porã, con las carreras de Contabilidad.
Las tres carreras de grado que ofrece la Facultad de Ciencias Económicas están acreditadas por la Agencia Nacional de Evaluación y Acreditación de la Educación Superior (ANEAES):
- Contabilidad
- Economía
- Administración

### Facultad Politécnica
La Facultad Politécnica (FPUNE) ofrece alternativas válidas para evitar el desarraigo cultural de los jóvenes; para aprovechar la situación estratégica en la Triple Frontera y fortalecer la oferta académica y la competencia profesional de una población multicultural, con importante arraigo de profesionales y empleados provenientes de los países vecinos.
Tres de las cuatro carreras están acreditadas por la ANEAES: Ingeniería Eléctrica, Ingeniería de Sistemas y Análisis de Sistemas. En lo referente a la gestión administrativa, la institución trabaja para el mejoramiento y modernización de la gestión, marcado por un ambiente de control interno basado en la definición de riesgo y en la eficiencia operativa, basado en la aplicación de principios del Modelo Estándar de Control Interno para entidades públicas (MECIP), y a través de la autogestión para la consecución de recursos extra presupuestarios ante la insuficiencia de los proveídos por el Estado.
La Facultad Politécnica realiza varias actividades en el marco de la extensión universitaria e investigación. Algunas de esas actividades son: Curso de Electricidad Básica y Alfabetización Digital, además de publicaciones mensuales y anuales como la revista científica «FPUNE Scientific».
- Ingeniería de Sistemas
- Ingeniería Eléctrica
- Análisis de Sistemas
- Hotelería y Turismo

### Facultad de Derecho y Ciencias Sociales
La Facultad de Derecho y Ciencias Sociales (Derecho UNE) se creó el 5 de octubre del año 1994 bajo Resolución N° 05/94, Acta N° 06/94. Más adelante, en el 2004 se crea oficialmente la carrera de Ciencias Políticas, el cual inicia oficialmente sus actividades académicas en el 2005. El 16 de febrero de 2006 se resuelve la creación de la tercera carrera dependiente de la Facultad, la de Escribanía y Notariado, bajo Resolución N° 015/2016.
La unidad académica está expandida en el interior del Alto Paraná, para brindar mayores oportunidades de formación superior a los habitantes de la ciudad de Santa Rita en su respectiva filial. Además de ubicarse en la sede central, se halla también en localidades de influencia como el Área 3.
- Derecho
- Ciencias Políticas
- Notariado

### Facultad de Ciencias de la Salud
La Facultad de Ciencias de la Salud (FACISA UNE) ofrece la formación integral de profesionales en el área de la salud, para cuyo propósito desarrollará sus actividades en la docencia de grado y posgrado, la asistencia, la investigación científica y la extensión universitaria. Además cuenta con el Centro de Investigaciones Médicas (CIM), que es el centro operativo de soporte, de infraestructura y de recursos humanos para el cumplimiento de los fines de la unidad académica. Tiene laboratorios de Análisis Clínico, Anatomía Patológica, de Fisiología y Bioterio.
- Medicina
- Enfermería

### Facultad de Ingeniería Agronómica
La Facultad de Ingeniería Agronómica (FIA UNE) posee una Dirección de Posgrado que ofrece curso de Maestría para profesionales de Ciencias Agrarias, Ambientales y afines, a través de estudios avanzados y de actividades de investigación relacionadas con las áreas multidisciplinarias del conocimiento. Tiene como objetivo profundizar los conceptos, los conocimientos de métodos y técnicas de investigación y tecnología, además de la formación de recursos humanos para el ejercicio de actividades de enseñanza y de investigación, de forma a contribuir con el desarrollo científico, tecnológico y profesional del país.
- Ingeniería Agronómica
- Ingeniería Ambiental

### Escuela Superior de Bellas Artes
La Escuela Superior de Bellas Artes (ESBA UNE), ubicada en Presidente Franco, fue creada el 15 de junio del año 2011 mediante la resolución N.º 113/2011 por el Consejo Superior Universitario de la UNE. La institución nace como respuesta a uno de los fines de la Universidad, que es fomentar y difundir la cultura universal y en particular la nacional. Todas sus carreras están habilitadas por el Consejo Nacional de Educación Superior (CONES), órgano responsable de proponer y coordinar las políticas y programas para el desarrollo de la Educación Superior.
La Escuela Superior de Bellas Artes ofrece formación superior en disciplinas artísticas, para propiciar la expresión y creación de nuevos productos culturales, además de fomentar la promoción de profesionales del arte con compromiso, disciplina y pasión, para contribuir al desarrollo de la comunidad empleando el arte como medio de transformación social, y de este modo dar cumplimiento así a uno de los objetivos de la institución, con espacios para el desarrollo de proyectos artísticos en las diferentes disciplinas artísticas.
- Arquitectura
- Teatro
- Música
- Danza
- Artes Visuales

## Cursos de Postgrado
- Doctorado en Educación
- Doctorado en Ciencias Médicas
- Especialización en Gestión y Política Universitaria
- Especialización en Didáctica Universitaria
- Especialización en Auditoría y Control de Gestión
- Maestría en Educación
- Maestría en Comunicación para el Desarrollo
- Maestría en Ingeniería Eléctrica
- Maestría en Informática
- Maestría en Administración de Empresas
- Maestría en Psicología Clínica

## Campus
La sede central de la Universidad Nacional del Este se halla en el Campus del km 8 de Ciudad del Este, en el Barrio San Juan. En este campus se encuentra gran parte de las unidades académicas, como el Rectorado, la Escuela de Postgrado, la Facultad de Derecho y Ciencias Sociales, la Facultad de Filosofía, la Facultad Politécnica y la Facultad de Ciencias Económicas.
La Facultad de Ciencias de la Salud y la de Ingeniería Agronómica tienen sus sedes en Minga Guazú, en el km 16 y km 17,5 respectivamente. Mientras que La Escuela Superior de Bellas Artes se ubica en Presidente Franco, en la Calle Mariscal López. La Facultad de Derecho cuenta con una sede en el Área 3 de Ciudad del Este, que solía operar como sede central de la unidad.

### Filiales
- Sede Santa Rita: Imparte las carreras de Contabilidad, Administración y Economía.
- Sede Juan Leon Mallorquín: Cuenta con las carreras de Contabilidad y Administración.
- Filial Itakyry y Filial Minga Porã: Ofrece las carreras de Ingeniería Agronómica y Contabilidad.